# Тишина (фильм, 1960)
«Тишина» — советский фильм 1960 года, снятый на киностудии «Казахфильм» режиссёром Александром Карповым.

## Сюжет
Старого машиниста Хакима Оспанова назначают на должность начальника маленькой станции «Тишина», чтобы тот спокойно доработал до пенсии, но не в характере Оспанова «досиживать» на тихом местечке, он едет в управление отказаться от назначения, однако, проезжая станцию, выходит на минутку — и остаётся… Немного времени ему потребовалась, чтобы узнать, что «Тишина» не такая уж тихая. И много здесь проблем и забот. Молодёжь мечтает об открытии вечерней школы, а дежурный по станции Нартай — о подвигах. Оспанов втягивается в круговорот дел и событий на станции. Он не только добивается открытия вечерней школы, но и сам начинает в ней преподавать, передвая опыт молодёжи, а когда на станцию обрушивается поток грузов для строящегося рядом комбината, Оспанов совсем забывает про тишину на «Тишине»…

## В ролях
- Канабек Байсеитов — Хаким Оспанович Оспанов, начальник станции
- Раиса Куркина — Ольга Петровна, учительница вечерней школы
- Александр Карпов — Сергей Петрович Сафонов, учитель истории
- Мухтар Бахтыгереев — Нартай, диспетчер
- Артур Нищёнкин — Борис, молодой обходчик
- Сералы Кожамкулов — старый обходчик
- Шахан Мусин — Нургали, начальник станции
- Павел Шпрингфельд — Головин, директор школы
- Леонид Ясиновский — Мороз, учащийся вечерней школы
- И. Шалабаева — Гуля Шалимова, учащаяся вечерней школы
- Костя Ерошкин — Макарка, сын Ольги Петровны
- Зинаида Морская — пассажирка на вокзале
- Шамши Тюменбаев — путевой обходчик